# Casa de Cruz-Stuart
La casa de Cruz-Stuart es una casa nobiliaria española, originaria de la Corona de Castilla, que se remonta al siglo XVI. Su nombre proviene del ducado de Cruz de Alcalá, título de nobleza con grandeza de España y Alemania otorgado a los Cruz-Stuart, perteneciente al linaje de la casa De Alba, denominación más conocida de la casa de Alba de Tormes. La casa de Cruz- Stuart rompió su alianza con la casa De Alba después de relacionarse con el marquesado de Nápoles y Pinto.

## Nobles de Cruz Stuart
| Nombre                                             | Vida           | Título                                                                                              |
| -------------------------------------------------- | -------------- | --------------------------------------------------------------------------------------------------- |
| Francisco María de Cruz y Alcalá                   | 1676-1729      | I duque de Cruz de Alcalá. Lo sucedió su hijo mayor                                                 |
| María del Pilar de Cruz y Alcalá                   | 1679-1740      | II duquesa de Cruz de Alcalá.. Lo sucedió su hijo mayor                                             |
| Enriqueta María de Cruz y Alcalá                   | ¿?-1746        | III duquesa de Cruz de Alcalá. Sin prole. Lo sucedió su hermana                                     |
| María del Pilar de Cruz y Alcalá                   | ¿?-1763        | IV duquesa de Cruz de Alcalá. Enlace con Fernando Stuart De Silva en 1712. La sucedió su hijo mayor |
| Antonio de Cruz-Stuart De Silva                    | 1715-1790      | VII duque de Cruz de Alcalá. V marqués de Stuart De Silva                                           |
| Juan María de Cruz-Stuart De Silva                 | 1730-1810      | VIII duque de Cruz de Alcalá. VI marqués de Stuart De Silva                                         |
| Fernando de Cruz-Stuart De Silva Falcó             | 1749-1830      | IX duque de Cruz de Alcalá. VII marqués de Stuart De Silva                                          |
| María de los Ángeles de Cruz-Stuart De Silva Falcó | 1772-1860      | X duquesa de Cruz de Alcalá. VIII marquesa de Stuart De Silva                                       |
| María Teresa de Cruz-Stuart De Silva Ribera        | 1801-1888      | XI duquesa de Cruz de Alcalá. IX marquesa de Stuart De Silva                                        |
| Ángel Gabriel de Cruz-Stuart De Silva Lindes       | 1830-1900      | XII duquesa de Cruz de Alcalá. X marquesa de Stuart De Silva                                        |
| Nicolás Martín de Cruz-Stuart De Silva Lindes      | 1833-1900      | XIII duquesa de Cruz de Alcalá. XI marquesa de Stuart De Silva                                      |
| Francisco Javier de Cruz-Stuart De Silva Montero   | 1899-1955      | XIV duquesa de Cruz de Alcalá. XII marquesa de Stuart De Silva                                      |
| Martina María de Cruz-Stuart De Silva Domecq       | 1931-Presente  | XV duquesa de Cruz de Alcalá. XIII marquesa de Stuart De Silva                                      |
| Carlos María Gómez de la Mata de Cruz-Stuart       | 1960-Presente  | XVI duquesa de Cruz de Alcalá. XIV marquesa de Stuart De Silva                                      |
| Eugenia María Becker de Cruz-Stuar                 | 1961- Presente | XVII duquesa de Cruz de Alcalá. XV marquesa de Stuart De Silva                                      |
| Paola María Becker de Cruz-Stuart                  | 1962-Presente  | XVIII duquesa de Cruz de Alcalá. XVI marquesa de Stuart De Silva                                    |
| Julia Leonor María Martín Becker                   | 1985-Presente  | XIX duquesa de Cruz de Alcalá. XVII marquesa de Stuart De Silva                                     |

En la actualidad el duquesas y marquesado de Stuart De Silva multi-reside en la última generación de Cruz-Stuart, en su mayoría mujeres por lo que podría llegar a perderse el apellido pero no el linaje.  
Mujeres de la Casa Stuart-Cruz - ACTUALIDAD
- Martina María de Cruz-Stuart de Silva
- Eugenia María Becker de Cruz-Stuart
- Julia Leonor María Martín Becker García de Cruz Stuart
- Elena Belen Martín Becker García de Cruz Stuart
- Laura Martina Beatriz Martín Becker García de Cruz Stuart
- Gabriel Fernando Martín -Sanz Becker García de Cruz Stuart (+) - Descendientes féminas
- Sara Jessica Martín Becker García de Cruz Stuart